# Hajime Kanzaka
Hajime Kanzaka (jap. 神坂 一, Kanzaka Hajime; * 17. Juli 1964 in Asago) ist ein japanischer Light-Novel-Schriftsteller.
1989 gewann er einen Nachwuchspreis des Fujimi-Shobō-Verlages. Für diesen Verlag und dessen Mutterverlag Kadokawa Shoten arbeitet Kanzaka seitdem. Seine erste Veröffentlichung publizierte der Autor 1989 im Gekkan Dragon Magazine. Mit Slayers, seinem erfolgreichsten Werk, begann er noch im selben Jahr. Er baute Slayers zu einer Romanserie aus, die bis 2011 einschließlich Spin-offs in 50 Bänden erschien. Von der Reihe wurden bis Ende 2011 mehr 20 Millionen Buchexemplare verkauft. Internationale Bekanntheit erlangten jedoch die zahlreichen Manga- und Anime.

## Werke (Auswahl)
- Slayers (スレイヤーズ, Sureiyāzu), 1989–2000, 15 Bände
  - Slayers Special (スレイヤーズ すぺしゃる, Sureiyāzu Supesharu), 1991–2008, 30 Bände
    - Slayers Delicious (スレイヤーズ でりしゃす, Sureiyāzu Derishasu), 1997–1999, 4 Bände (später in Slayers Special neuveröffentlicht)
    - Slayers Select (スレイヤーズ せれくと, Sureiyāzu Serekuto), 2008–2010, 5 Bände (ausgewählte Kapitel von Slayers Special)

  - Slayers Smash. (スレイヤーズ すまっしゅ。, Sureiyāzu Sumasshu.), 2008–2011, 5 Bände
- Higaeri Quest (日帰りクエスト, Higaeri Kuesuto), 1993–1995, 4 Bände
- Yami no Sadame o Seu-mono (闇の運命を背負う者), 1996–1999, 3 Bände
- O.P.Hunter (O・P・ハンター, O.P. Hantā), 1998, 1 Band
- Lost Universe (ロスト・ユニバース, Rosuto Yunibāsu), 1998–1999, 5 Bände
- Troubleshooter Sheriff Stars (トラブルシューター　シェリフスターズ, Toraburushūtā Sheriffu Sutāzu), 1999–2004, 9 Bände
- Cross Cadia (クロスカディア, Kurosu Kadia), 2001–2005, 6 Bände
- Totsugeki Anthology Shōsetsu Tsukuru ze! (突撃アンソロジー小説創るぜ!), 2004, 1 Band
- DOORS, 2007–2008, 2 Bände
- Abyss Gate (アビスゲート, Abisu Gēto), seit 2007, bisher 3 Bände